# Tord del Marañón
El tord del Marañón (Turdus maranonicus) és un ocell de la família dels túrdids (Turdidae).

## Hàbitat i distribució
Habita els boscos àrids dels Andes, al nord del Perú.